# Tyczka (Unternehmen)
Die Tyczka GmbH ist eine im Landkreis Bad Tölz-Wolfratshausen ansässige Holdinggesellschaft im Bereich Flüssig- und Industriegase sowie Wasserstoff.

## Unternehmensgeschichte
Die heutige Unternehmensgruppe Tyczka führt ihren Ursprung auf das Georg Tyczka Sauerstoffwerk zurück, das 1924 zur Zeit der Weimarer Republik in Görlitz von Georg Tyczka gegründet wurde. Nach der Machtergreifung stieg Georg Tyczka im NS-Staat 1934 mit seiner Firma in die Flüssiggasversorgung ein, zwei Jahre später eröffnete er das erste Abfüllwerk. Das Unternehmen profitierte von der Treibstoffverknappung Anfang des Zweiten Weltkriegs, da so größere Mengen Flüssiggas an die deutsche Zivilbevölkerung abgesetzt werden konnten.
Nach dem Ende des Zweiten Weltkriegs wurde Tyczka durch die SMAD entschädigungslos enteignet. Anschließend übersiedelte er nach Westdeutschland und baute in Schwarzenfeld in der Oberpfalz 1947 das Unternehmen Industriegas GmbH auf. Georg Tyczkas Sohn Hans-Wolfgang trat 1950 in das Unternehmen ein. Im Zuge der Olympischen Sommerspiele 1972 in München gründete dieser gemeinsam mit Gloria-Gas München die Olympiagas GmbH, welche die Hand- und Stadionfackeln für die Olympischen Spiele entwickelte.
2002 gründete Tyczka gemeinsam mit dem Mineralölunternehmen Total Deutschland das Joint Venture Tyczka Totalgaz. Im Jahr 2005 gründeten Tyczka Totalgaz und die Valentin-Gruppe das Joint Venture Valentin Flüssiggas. Im Jahr 2010 wurden die restlichen 50 Prozent der Anteile an Valentin Flüssiggas in die Unternehmensgruppe eingegliedert.
2015 nahm Tyczka eine Luftzerlegungsanlage in Braunau am Inn im Ortsteil Ranshofen in Österreich in Betrieb, in der Argon, Stickstoff und Sauerstoff produziert werden. Im Juli 2017 gab Tyczka bekannt, dass das Unternehmen den 50-prozentigen Anteil des bisherigen Gemeinschaftsunternehmens Tyczka Totalgaz von Total Deutschland übernahm. Tyczka Totalgaz wurde daraufhin in die Tyczka Energy GmbH umfirmiert.
Der Einstieg in den Geschäftsbereich Wasserstoff erfolgte mit der Gründung der Tyczka Hydrogen GmbH im Jahr 2021. Im Februar 2022 übernahm das Unternehmen den Gaslieferanten GPG Gase Partner GmbH aus Witten in Nordrhein-Westfalen. Im Geschäftsjahr 2023 erwirtschaftete der Konzern einen Umsatz in Höhe von 437 Mio. Euro und beschäftigte 614 Mitarbeiter.

## Beteiligung am Flüssiggaskartell
Ende 2007 gehörten Tyczka Energie und Tyczka Totalgaz zu den sieben Unternehmen der Flüssiggasbranche (inklusive der jeweiligen Geschäftsführer), gegen die aufgrund von Kundenschutzabsprachen vom Bundeskartellamt Bußgelder in Höhe von insgesamt knapp 208 Mio. Euro verhängt wurden. Im April 2013 ging das OLG Düsseldorf in seiner Entscheidung gegen das von 1997 bis 2005 aktive „Flüssiggas-Kartell“ über die Kartellamtsentscheidung hinaus und erhöhte das Bußgeld für fünf Unternehmen, darunter Tyczka Totalgaz, auf 244 Mio. Euro. Damit erging gegen das Kartell eine der höchsten Strafen wegen Wettbewerbsverstößen in der EU. Das Urteil wurde Anfang 2019 vom Bundesgerichtshof (BGH) aufgehoben und an einen anderen Kartellsenat des OLG Düsseldorf zurückverwiesen. 2020 schloss der 6. Kartellsenat des OLG Düsseldorf das Verfahren und verhängte gegen die sieben Flüssiggas-Unternehmen, darunter Tyczka Gase (ehemals Tyczka Energie) und Tyczka Totalgaz, eine Gesamtgeldbuße in Höhe von rund 40 Mio. Euro.

## Produkte und Dienstleistungen
Die Unternehmensgruppe ist in Deutschland, Österreich und Polen mit acht Tochtergesellschaften und einer Beteiligungsgesellschaft in den Geschäftsfeldern Flüssig- und Industriegase, Wasserstoff sowie im Bereich Handel vertreten.
In der Sparte Industriegase bietet ein Gruppenunternehmen technische Dienstleistungen, anwendungstechnische Beratung sowie On-Site-Versorgungssysteme an und vertreibt technische Gase wie Sauerstoff, Stickstoff, Argon, Acetylen, Wasserstoff, Kohlendioxid, Spezialgase sowie Kältemittel. In der Sparte Wasserstoff ist ein anderes Gruppenunternehmen in den Bereichen Wasserstoffproduktion, Verdichtung und Abfüllung, Transport und Logistik sowie in der Betankungs- und Anwendungstechnik aktiv.